# Transculturalidade
Pesquisas transculturais - donde as expressões transculturalismo ou transculturalidade - são aquelas realizadas em diferentes culturas sobre um mesmo tema, no sentido de identificar as semelhanças e diferenças da questão pesquisada em relação a cada cultura.
Um exemplo é a psiquiatria transcultural. Um grande esforço nesse sentido foi a realização do CID-10 (10ª edição da Classificação Internacional de Doenças) pela Organização Mundial da Saúde (OMS), com a participação de psiquiatras de 40 países para definir os conceitos sobre transtornos de modo comum e consensual. 
Há autores que consideram, a transculturalidade, um problema, alegando que "a transculturalidade irradia a cultura hegemônica através de regras estáveis e unificadas". Se esse é um cuidado importante a ser observado criticamente, também é verdade que a iniciativa da OMS representa um avanço em relação ao tempo em que apenas manuais de psiquiatria americanos ou europeus estavam à disposição de profissionais de diversos países com culturas e questões comportamentais significativamente diferentes dos padrões euro-americanos.  